# Храми, святині та інші споруди стародавньої Камакури
Kamakura, Home of the Samurai (яп. 武家の古都・鎌倉, Buke no koto・Kamakura) — це група історичних місць, зосереджених у японському місті Камакура поблизу Токіо та навколо нього. Місто дало свою назву на честь сьогунату Камакура, який керував країною в період Камакура (1185—1333). У 1992 році пам'ятки були подані спільно для включення до Списку всесвітньої спадщини ЮНЕСКО за критеріями i, ii, iii, iv та vi.

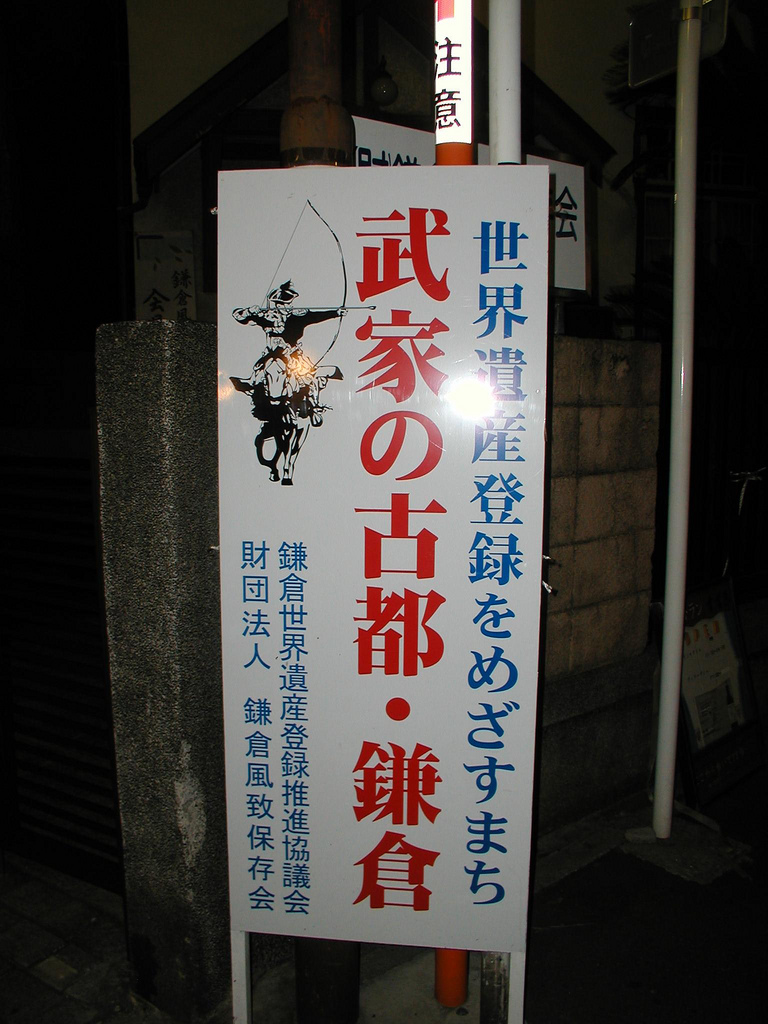
Знак у Камакурі, який виступає за включення до Списку Світової спадщини (2007)

У січні 2012 року було оголошено, що японський уряд офіційно передасть Камакура разом із горою Фудзі на розгляд Комітету Світової спадщини у 2013 році. Наприкінці 2012 року ICOMOS, консультативний орган з об'єктів Світової культурної спадщини, проінспектував це місце. Запит було розглянуто Комітетом Світової спадщини на його 37-й сесії в Пномпені, Камбоджа у вересні 2013 року. ICOMOS рекомендував не включати об'єкт до Списку, заявивши, що історичні аспекти об'єкту були значною мірою витіснені сучасним містом, яке виросло навколо нього, і тому об'єкту бракує цілісності, необхідної для розгляду. Запит на надання статусу Світової спадщини був належним чином відкликаний Японією.
Було запропоновано десять районів-кандидатів із двадцятьма двома компонентами, що охоплюють міста Камакура, Йокогама та Дзусі:
| Місце                                               | Коментарі                                                                                   | Зображення |
| --------------------------------------------------- | ------------------------------------------------------------------------------------------- | ---------- |
| Цуруґаока Хатіманґу (яп. 鶴岡八幡宮)                | Синтоїстське святилище і символ міста; становить Вакамія Одзі and Цуруґаока Хатіманґу       |            |
| Джуфуку-дзі (яп. 寿福寺)                            | Монастир Ріндзай в Огігаяцу; номер три з п'яти гір Камакури                                 |            |
| Кенчо-дзі (яп. 建長寺)                              | Найбільший із храмів Рінзай Камакури; номер один із п'яти гір Камакури                      |            |
| Дзуйсен-дзі (яп. 瑞泉寺)                            | Храм Рінзай у Нікайдо, відомий своїм чудовим садом                                          |            |
| Камакура Дайбуцу (яп. 鎌倉大仏)                     | Знакова статуя Будди Котоку-ін                                                              |            |
| Какуон-дзі (яп. 覚園寺)                             | Храм Сінґон XIII століття в Нікайдо; має скупчення ягур                                     |            |
| Руїни Буппо-дзі (яп. 仏法寺跡)                      | Руїни буддійського храму поблизу Ґокураку-дзі                                               |            |
| Руїни Йофуку-дзі (яп. 永福寺跡)                     | Руїни великого буддійського храму в Нікайдо                                                 |            |
| Руїни Хоккедо (яп. 法華堂跡)                        | Територія біля могила Мінамото-но Йорітомо, де колись стояв храм, у якому він був похований |            |
| Руїни резиденції Ходзьо Токіва (яп. 北条氏常盤亭跡) | Руїни однієї з резиденцій Ходзьо Сіккена в Токіві                                           |            |
| Перевал Камегаяцузака (яп. 亀ヶ谷坂)                | Один із семи входів Камакури                                                                |            |
| Перевал Кехайзака (яп. 仮粧坂)                      | Один із семи входів Камакури                                                                |            |
| Перевал Дайбуцу (яп. 大仏切通)                      | Один із семи входів Камакури                                                                |            |
| Ґокураку-дзі (яп. 極楽寺)                           | Храм Сінгон                                                                                 |            |
| Енґаку-дзі (яп. 円覚寺)                             | Храм Ріндзай у Кіта-Камакура; номер два з п'яти гір Камакури                                |            |
| Святиня Егара Тендзін (яп. 荏柄天神神社)            | Одна з найстаріших святинь Камакури; закріплює Суґавара но Мітідзане                        |            |
| Дзокомьо-дзі (яп. 浄光明寺)                         | Храм сінґон XIII століття в Оґіґаяцу                                                        |            |
| Перевал Асайна (яп. 朝夷奈切通)                     | Один із семи входів Камакури                                                                |            |
| Руїни Тосьо-дзі (яп. 東勝寺跡)                      | Руїни родинного храму Ходзьо, спаленого в 1333 році в день падіння Камакури                 |            |
| Перевал Нагосі (яп. 名越切通)                       | Один із семи входів Камакури; має скупчення ягур                                            |            |
| Сьомьо-дзі (яп. 稱名寺)                             | Храм Сінґон у районі Канадзава, Йокогама, який раніше був частиною Камакури                 |            |
| Острів Вакае (яп. 和賀江嶋)                         | Штучний острів (найстаріший у країні) в Дзаймокудза                                         |            |